# Diócesis de Copiapó
La diócesis de Copiapó (en latín: Dioecesis Copiapoënsis) es una circunscripción eclesiástica de la Iglesia católica en Chile. Se trata de una diócesis latina, sufragánea de la arquidiócesis de La Serena. Desde el 20 de junio de 2020 su obispo es Ricardo Basilio Morales Galindo, de la Orden de la Merced.

## Territorio y organización
La diócesis tiene 75 176 km² y extiende su jurisdicción sobre los fieles católicos de rito latino residentes en la región de Atacama.
La sede de la diócesis se encuentra en la ciudad de Copiapó, en donde se halla la Catedral de Nuestra Señora del Rosario.
En 2021 en la diócesis existían 21 parroquias agrupadas en 3 vicarías.
Parroquias agrupadas por vicaría y el año de erección:
Vicaría Valle Norte (provincia de Chañaral)
- Nuestra Señora del Carmen (1894), en Chañaral
- Divino Salvador (1962), en El Salvador
- Espíritu Santo (1965), en Diego de Almagro

Vicaría Valle Sur (provincia de Huasco)
- San Ambrosio (1630), en Vallenar
- Santa Rosa de Lima (1767), en Freirina
- San Pedro Apóstol (1899), en Huasco
- Nuestra Señora del Carmen (1908), en Alto del Carmen
- Inmaculado Corazón de María (1962), en Vallenar
- San José Obrero (1977), en Vallenar
- Santa Cruz (1985), en Vallenar

Vicaría Valle Centro (provincia de Copiapó)
- Nuestra Señora del Rosario (catedral) (1630), en Copiapó
- San Vicente de Paul (1855), en Caldera
- Nuestra Señora de Loreto (1900), en Tierra Amarilla
- Santísima Trinidad (1916), en Copiapó
- San Francisco (1929), en Copiapó
- Sagrado Corazón (1965), en Copiapó
- Santuario de Nuestra Señora de la Candelaria (1981), en Copiapó
- Jesús de Nazaret (1981), en Copiapó
- San José Obrero (1982), en Copiapó
- Apóstol San Pablo (1999), en Copiapó
- Nuestra Señora de la Esperanza (1999), en Copiapó

## Historia
La administración apostólica de Copiapó fue erigida el 9 de noviembre de 1946, obteniendo el territorio de la arquidiócesis de La Serena.
El 21 de abril de 1955 la administración apostólica fue elevada a prelatura territorial (nullius) con la bula Dum haud paucis del papa Pío XII.
El 31 de octubre de 1957 la prelatura territorial fue elevada a diócesis con la bula Qui cotidie del papa Pío XII. Su primer obispo fue Juan Francisco Fresno Larraín, quien organizó y gobernó la diócesis entre 1959 y 1968. Fresno fue promovido luego a la arquidiócesis de La Serena.
A Fresno le sucedió como obispo Carlos Marcio Camus Larenas, desde 1968 hasta 1976, cuando asumió Fernando Ariztía Ruiz, transferido desde la arquidiócesis de Santiago de Chile, donde se desempeñaba como obispo auxiliar. Ariztía fue presidente de la Conferencia Episcopal de Chile, con su defensa de los derechos humanos logró generar un especial fervor por la acción cristiana y humanitaria en el país, y especialmente en la región. Ejerció como obispo hasta 2001, cuando fue sucedido por Gaspar Quintana Jorquera, quien fue obispo de Copiapó hasta 2014. El 18 de octubre de 2014 asumió Celestino Aos Braco, hasta el 23 de marzo de 2019, en que fue trasladado a Santiago, como administrador apostólico sede vacante et ad nutum Sanctae Sedis.

## Estadísticas
Según el Anuario Pontificio 2022 la diócesis tenía a fines de 2021 un total de 232 100 fieles bautizados.
| Año                                                                             | Población            | Población | Población      | Sacerdotes | Sacerdotes    | Sacerdotes    | Bautizados por sacerdote | Diáconos permanentes | Religiosos | Religiosos | Parroquias |
| Año                                                                             | Bautizados católicos | Total     | % de católicos | Total      | Clero secular | Clero regular | Bautizados por sacerdote | Diáconos permanentes | Varones    | Mujeres    | Parroquias |
| ------------------------------------------------------------------------------- | -------------------- | --------- | -------------- | ---------- | ------------- | ------------- | ------------------------ | -------------------- | ---------- | ---------- | ---------- |
| 1950                                                                            | 80 000               | 84 000    | 95.2           | 19         | 8             | 11            | 4210                     |                      | 15         | 18         | 12         |
| 1965                                                                            | 113 600              | 165 308   | 68.7           | 31         | 19            | 12            | 3664                     |                      | 14         | 66         | 17         |
| 1970                                                                            | 150 000              | 152 326   | 98.5           | 30         | 21            | 9             | 5000                     |                      | 11         | 88         | 15         |
| 1976                                                                            | 187 000              | 220 000   | 85.0           | 25         | 16            | 9             | 7480                     |                      | 11         | 87         | 18         |
| 1980                                                                            | 188 800              | 227 000   | 83.2           | 24         | 17            | 7             | 7866                     |                      | 9          | 90         | 19         |
| 1990                                                                            | 180 000              | 207 400   | 86.8           | 23         | 16            | 7             | 7826                     |                      | 9          | 104        | 20         |
| 1999                                                                            | 203 000              | 246 000   | 82.5           | 26         | 19            | 7             | 7807                     | 21                   | 9          | 87         | 21         |
| 2000                                                                            | 188 623              | 230 873   | 81.7           | 28         | 22            | 6             | 6736                     | 25                   | 7          | 89         | 21         |
| 2001                                                                            | 220 590              | 270 000   | 81.7           | 29         | 21            | 8             | 7606                     | 29                   | 9          | 81         | 21         |
| 2002                                                                            | 230 770              | 282 461   | 81.7           | 28         | 19            | 9             | 8241                     | 29                   | 11         | 84         | 21         |
| 2003                                                                            | 178 035              | 254 336   | 70.0           | 32         | 21            | 11            | 5563                     | 30                   | 13         | 80         | 21         |
| 2004                                                                            | 178 035              | 254 336   | 70.0           | 35         | 21            | 14            | 5086                     | 30                   | 15         | 95         | 21         |
| 2006                                                                            | 193 524              | 254 336   | 76.1           | 34         | 22            | 12            | 5691                     | 33                   | 13         | 94         | 21         |
| 2013                                                                            | 207 000              | 272 000   | 76.1           | 23         | 16            | 7             | 900                      | 35                   | 7          | 69         | 21         |
| 2016                                                                            | 219 301              | 290 581   | 75.5           | 25         | 17            | 8             | 8772                     | 34                   | 9          | 21         | 21         |
| 2019                                                                            | 225 810              | 290 581   | 75.5           | 25         | 17            | 8             | 8772                     | 34                   | 9          | 21         | 21         |
| 2021                                                                            | 232 100              | 307 440   | 75.5           | 26         | 17            | 9             | 8926                     | 28                   | 10         | 56         | 21         |
| Fuente: Catholic-Hierarchy, que a su vez toma los datos del Anuario Pontificio. |                      |           |                |            |               |               |                          |                      |            |            |            |

## Episcopologio
- Alfredo Cifuentes Gómez † (19 de marzo de 1947-1948 renunció)
- Fernando Rodríguez Morandé † (24 de abril de 1948-17 de julio de 1954 renunció)
- Francisco de Borja Valenzuela Ríos † (24 de mayo de 1956-20 de agosto de 1957 nombrado obispo de Antofagasta)
- Juan Francisco Fresno Larraín † (15 de junio de 1958-28 de julio de 1967 nombrado arzobispo de La Serena)
- Carlos Marcio Camus Larenas † (31 de enero de 1968-11 de diciembre de 1976 nombrado obispo de Linares)
- Fernando Ariztía Ruiz † (11 de diciembre de 1976-26 de mayo de 2001 retirado)
- Gaspar Quintana Jorquera, C.M.F. (26 de mayo de 2001-25 de julio de 2014 retirado)
- Celestino Aós Braco, O.F.M.Cap. (25 de julio de 2014-23 de marzo de 2019 nombrado administrador apostólico de Santiago de Chile)
- Ricardo Basilio Morales Galindo, O. de M., desde el 20 de junio de 2020